# Décès en 848
Décès
- 844
- 845
- 846
- 847
- 848
- 849
- 850
- 851
- 852

Cette page dresse une liste de personnalités mortes au cours de l'année 848 :
- janvier : Ali ben Muhammad, sultan idrisside.

- Drust X des Pictes ou Drest mac Uurad, roi des Pictes.
- Ithael ap Arthrwys, roi de Gwent.
- Paterna de Castille, reine des Asturies.
- Sunifred Ier de Barcelone, seigneur catalan de la famille des Bellonides.

## Crédit d'auteurs
- Cet article est partiellement ou en totalité issu de l'article intitulé « 848 » (voir la liste des auteurs).